# Datorie

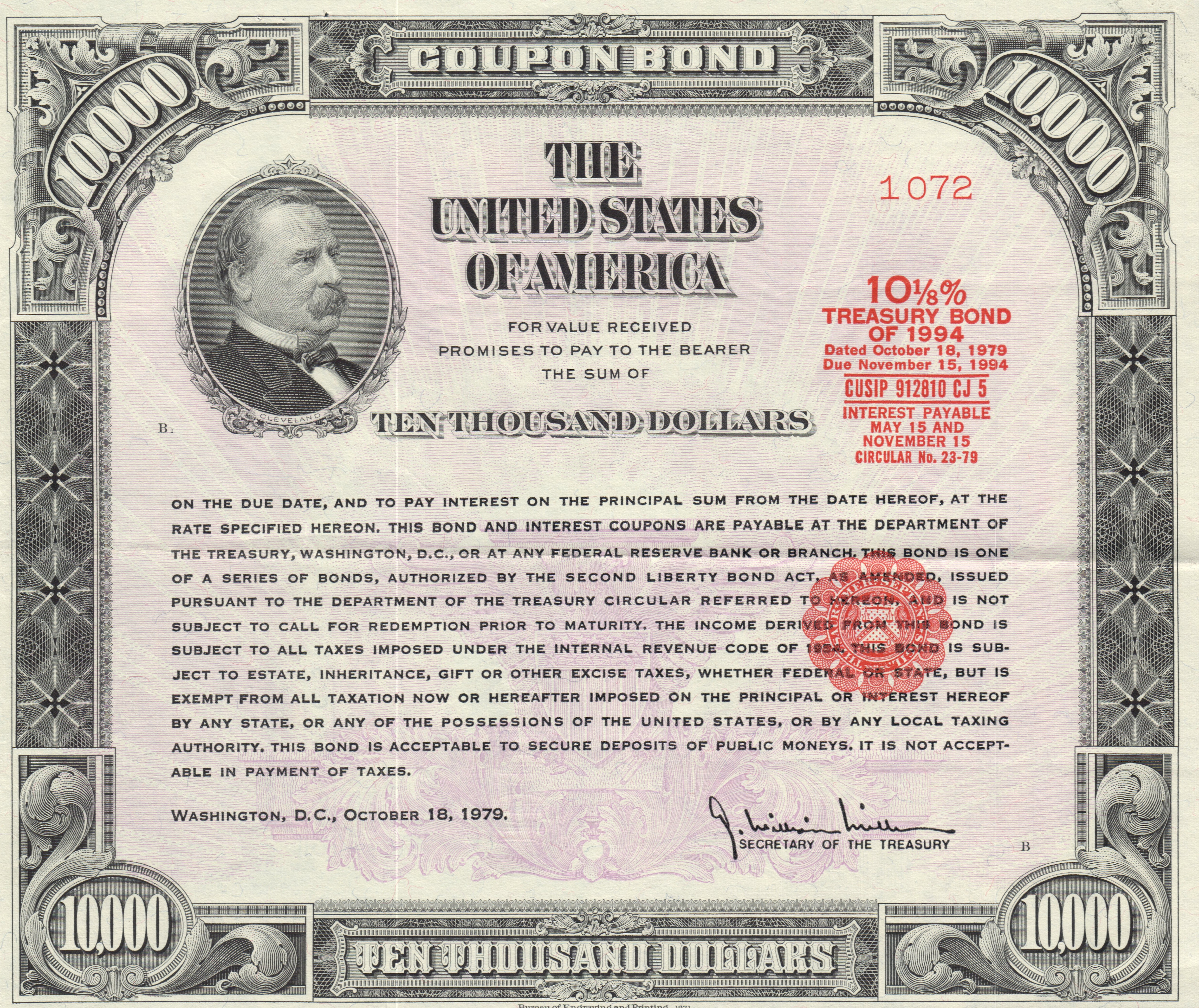
O obligațiune de stat este un instrument financiar emis de un guvern pentru a obține fonduri și reprezintă o formă de datorie publică.

Datoria este o obligație care impune unei părți, denumită debitor, să ramburseze o sumă de bani împrumutată sau reținută în alt mod de la o altă parte, denumită creditor. Datoriile pot fi contractate de un stat suveran, o autoritate locală, o companie sau un individ. Datoria comercială este reglementată prin termeni contractuali referitori la valoarea și calendarul rambursărilor aferente principalului și dobânzilor. Împrumuturile, obligațiunile, biletele la ordin și ipotecile sunt toate forme de datorie. În contabilitatea financiară, datoria este considerată un tip de tranzacție financiară, distinctă de capitalul propriu.
Termenul poate fi folosit și metaforic pentru a acoperi obligații morale și alte interacțiuni care nu se bazează pe o valoare monetară. De exemplu, în culturile occidentale, o persoană care a fost ajutată de o a doua persoană este uneori considerată că datorează acesteia o „datorie de recunoștință”.